# استثنائی: چرا جهان به یک آمریکای قدرتمند احتیاج دارد؟
کتاب استثنائی: چرا جهان به یک آمریکای قدرتمند احتیاج دارد؟ (به انگلیسی: Exceptional: Why the World Needs a Powerful America) (استثنایی: چرا جهان به آمریکا نیاز دارد) نوشته دیک چینی؛ چهل و ششمین معاون رئیس‌جمهور ایالات متحده آمریکا (از سال ۲۰۰۱ تا ژانویه ۲۰۰۹)، است که با دخترش «لیز» آن‌را نوشته‌است. دیک چینی کتاب In My Time: A Personal and Political Memoir «خاطرات شخصی و سیاسی» خود را نیز با دخترش «لیز» نوشته‌است.
ایشان که در زمان زمامداری جرج دبلیو بوش، دومین سیاست‌مدار قدرتمند آمریکا محسوب می‌شد؛ از کنگره خواسته‌است تا به توافق هسته‌ای با تهران رأی منفی بدهد و تحریم‌ها را دوباره با شدّت و حِدّت از سر بگیرد.
دموکرات‌ها دیک چینی را یکی از عوامل اصلی جنگ‌افروزی در دولت پیشین آمریکا و از بانیان حمله نظامی به عراق، (در حالی که جنگ افزار هسته‌ای در آن کشور به دست نیامده بود)، معرفی می‌کنند.
دیک چینی ضمن تأیید دوباره برنامه شکنجه زندانیان در دولت بوش پسر، به باراک اوباما که او را «خیلی ضعیف»  جلوه می‌دهد، انتقاد شدید کرده‌است. وی گفته؛ اعتقاد دارد آمریکا بزرگترین نیروی جهان است و باید از این روش‌ها برای حفظ قدرتش استفاده کند اما باراک اوباما این قدرت را کاهش داده‌است. چون بارها برنامه پیشرفته بازجویی  از زندانیان را شکنجه دانسته و در حقیقت به حرفه‌ای توهین کرده‌است که جان آمریکایی‌ها را نجات می‌دهد.
کتاب مزبور البته اشاراتی هم به تاریخ سیاست خارجی ایالات متحده و پیروزی‌های آن می‌کند و از آبراهام لینکلن و روزولت و جرج مارشال (یکی از رهبران نظامی آمریکا بین دو جنگ بزرگ جهانی)، همچنین از آیزنهاور و ترومن و رونالد ریگان و... به نیکی یاد می‌کند و با اشاره به نقش ایالات متحده در جنگ جهانی دوم، یادآور می‌شود که آمریکا همیشه حامی آزادی و آزادی‌خواهی بوده و این را باید به کودکانمان هم بیاموزیم...
وی تأکید می‌کند که ما در حمله به عراق حق داشتیم.
دیک چینی (و دخترش) نوشته‌اند: «سیاست خارجی دولت دموکرات در سال‌های گذشته بر اساس به دست‌آوردن دل دشمنان، رهاکردن هم‌پیمانان و پوزش خواهی‌های بی‌جا بوده‌است. باید در انتخابات نوامبر ۲۰۱۶ نماینده جمهوری‌خواه وارد کاخ سفید شود تا ملت آمریکا از خطرات بزرگ رهایی یابد.»
اگرچه نهادهای اطلاعاتی آمریکا در سال ۲۰۰۷ اعلام کردند که ایران تصمیمی مبنی بر ساخت سلاح هسته‌ای نگرفته، و نهادهای اطلاعاتی اسرائیل هم نتیجه‌گیری مشابهی داشتند، اما دیک چینی می‌گوید از دستیابی ایران به سلاح هسته‌ای مطمئن است.
این موضوع را وی پیش‌تر در موسسه آمریکن اینترپرایز (اتاق فکر نئو محافظه‌کاران) در حضور کسانی چون ریچارد پرل، پل ولفوویتز، دنیل پلتکا و جان بولتون تأکید کرد و تصریح نمود «دولتمردان ایران بیشتر از هرچیز به دنبال سلاح هسته‌ای هستند و ما وارد بدترین بحران سیاست خارجی از زمان جنگ ویتنام شده‌ایم.»
دیک چینی و دخترش؛ اوباما را متهم کرده‌اند که موافقت وی با برنامه هسته‌ای ایران احتمالاً منجر به اولین استفاده از سلاح اتمی پس از هیروشیما و ناکازاکی خواهد شد.
دیک چینی در پاسخ به سؤالی مبنی بر اینکه وی در کتاب خود توافقنامه اوباما با ایران را به توافقنامه چمبرلین در سال ۱۹۳۸ در برلین تشبیه کرده که در آن با آدولف هیتلر مماشات شده بود. گفت:
«بله، اگر به توافقنامه ایران نگاه کنید می‌بینید که تنها برنده این توافقنامه، ایرانی‌ها هستند. آنها هرچه را می‌خواستند به دست آوردند. بازندگان این توافقنامه آمریکا؛ دوستان و هم‌پیمانان این کشور در منطقه مثل اسرائیلی‌ها و سعودی‌ها و دیگران هستند... به‌نظر من این توافقنامه یک شکست بزرگ، از جنبه جایگاه آمریکا در منطقه است. اکنون وضعیت طوری است که ما مهمترین چیزها را واگذار کرده‌ایم که شامل حق غنی‌سازی برای ایرانی‌ها است...»
در یک گفتگو پیرامون کتاب دیک چینی، خبرنگار فاکس نیوز به وی گفت:
«در دولت جرج بوش ایران از تعداد صفر سانتریفوژ عملیاتی به بیش از ۵۰۰۰ سانتریفوژ دست یافت، آیا شما یعنی دولت بوش و چینی، افتضاحی را برای دولت اوباما باقی نگذاشتید؟»
دیک چینی در واکنش گفت:
«این اتفاق در دولت اوباما رخ داده نه در دولتی که ما بودیم.»
خبرنگار تأکید کرد: «نه، نه! تا سال ۲۰۰۹ [که شما زمام امور را در دست داشتید] تعداد سانتریفوژهای آنها به ۵ هزار رسید.»
دیک چینی گفت: «خب؛ ما کارهای زیادی کردیم...» (و اشاره به برخوردی که با صدام شد نمود و تأثیری که بر تهران گذاشت...)
لیز چینی وارد شد و گفت:
«برنامه‌هایی در جریان بود که مطبوعات درباره آنها گزارش کردند. [ولی] افراد نمی‌توانند [نباید] در این باره صحبت کنند...در دولت بوش این مسئله به‌صورت مخفیانه روی برنامه ایران تأثیر گذاشت اما در دولت باراک اوباما علنی شد.»
خبرنگار حدسش را اینگونه بیان کرد:
«فکر می‌کنم منظور شما جنگ افزارهای سایبری مثل استاکس‌نت و سایر موضوعات باشد...»
در کتاب دیک چینی (ها) به موضوعات زیر هم اشاره شده‌است:
دربارهٔ حادثه حمله به هیئت دیپلماتیک آمریکا در بنغازی لیبی؛ هیلاری کلینتون به دلیل اهداف سیاسی‌اش دروغ گفت.
ادوارد اسنودن مقاطعه کار سابق آژانس امنیت ملی آمریکا احتمالاً جاسوس روسیه است. به سختی می‌توان باور کرد که فرار کردن او به مسکو بر حسب اتفاق بوده‌است.
برنامه چرخش محوری آمریکا به سمت آسیا به دلیل کمبودهای بودجه است.
با توافق هسته‌ای ایران، آمریکا ممکن است هدف یک حمله دیگر به سبک یازده سپتامبر با سلاح‌های بسیار مرگبارتر قرار بگیرد. من نگران هستم که این بار آن‌ها در حمله به آمریکا از سلاح‌های شیمیایی، بیولوژیکی یا هسته‌ای استفاده کنند.
باراک اوباما مدعی شده که جنگ با تروریسم به پایان رسیده فقط برای اینکه مجبور نشود منابع نظامی چشمگیری را به خاورمیانه اختصاص دهد.
کسانی که با برنامه شنودهای دولت بوش مخالفت کردند باید به مردم آمریکا توضیح دهند چرا کار را برای دولت آمریکا به منظور ردیابی مؤثر ارتباطات تروریست‌ها در داخل آمریکا و ردیابی طرح‌های آن‌ها دشوار کردند.
زندان گوآنتانامو زندان ضروری، انسانی و برخوردار از امنیت بوده و هنوز نیز هست.